# Atacames

Atacames é uma cidade balnear situada na costa norte do Equador. Faz parte da província de Esmeraldas, encontrando-se a cerca de 30 km da capital desta província, Esmeraldas. Em 2005 tinha 11 251 habitantes. Durante a sua segunda campanha, Francisco Pizarro desembarcou aqui em 1526.